# سيدي بطاش المركز (سيدى بطاش)
سيدي بطاش المركز هي إحدى مشيخات المملكة المغربية، تتبع جغرافيا لإقليم بنسليمان وإداريًا لسيدى بطاش. يقدر عدد سكانها بـ 3474 نسمة حسب الإحصاء الرسمي للسكان والسكنى لسنة 2004.